# Smoking (vêtement)
Pour les articles homonymes, voir smoking.

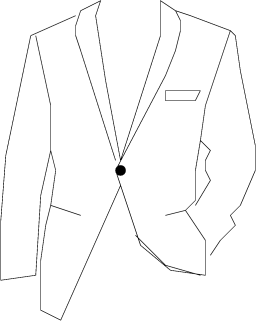
Coupe d'un smoking.

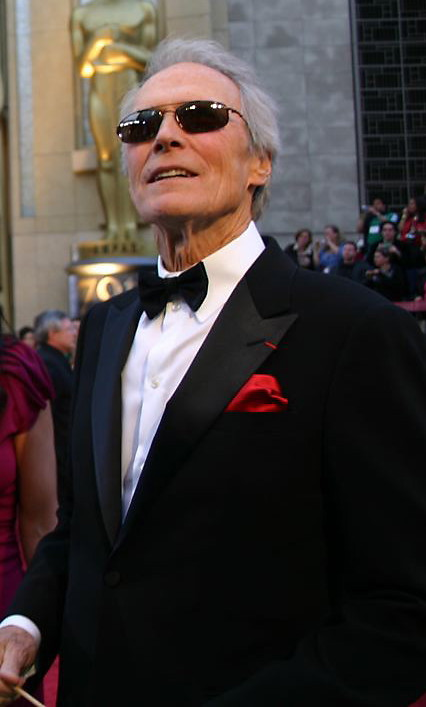
Clint Eastwood en smoking en 2007.

Le smoking en Europe continentale, dinner jacket en Angleterre ou tuxedo en Amérique, est une tenue de cocktail masculine.
Le smoking est un dérivé plus décontracté de l'habit dont il reprend certains attributs comme la couleur noire, le nœud papillon et des revers satinés; qu'il a en partie remplacé comme tenue de soirée. Le smoking est désigné sur les cartons d'invitation par les mots « cravate noire » (black tie en anglais) ou « tenue de cocktail ».

## Description
Il s'agit d'un ensemble assorti, constitué d'une veste (en drap noir de laine et mohair, plus rarement blanc) droite ou croisée à revers de satin ou de faille de soie et d'un pantalon noir à galon de soie, parfois accompagné d'un gilet ou d'une ceinture en soie. Le revers du col peut être châle (rond) ou à crans aigus ; la veste droite n'a qu'un seul bouton. Des versions à deux boutons ont fait leur apparition (surtout en Amérique), où ceux-ci sont supposés plus habillés. Il est traditionnel de ne pas avoir de fentes à la veste, ni de rabats aux poches.
Les coupes classiques sont :
- Smoking Deauville : droit, un bouton, à col châle ou à cran aigu ;
- Smoking Capri : croisé, une, deux ou trois paires de boutons, à revers à crans aigus ou plus rarement à col châle.

Le smoking peut être porté avec une chemise blanche à col cassé (avec ou sans jabot) mais l'usage contemporain a progressivement admis le col rabattu, particulièrement avec le col châle. Le nœud papillon est noir et en soie (alors qu'il est blanc et en coton avec une queue-de-pie). On peut adjoindre à la veste droite une « ceinture de smoking », large ceinture de satin à plis couvrant la taille, ou un gilet noir. En l'absence de gilet ou de ceinture, le smoking se porte impérativement boutonné.
Il est désigné sur les cartons d'invitation à une soirée de cocktail par les mots black tie (par opposition à white tie ou full formal utilisé pour désigner l'habit) ou "tenue de cocktail". Son usage est aujourd'hui souvent confondu avec l'appellation « tenue de soirée » qui désigne pourtant l'habit.
Selon les canons de l'élégance classique, le smoking est un vêtement réservé aux cocktails et aux soirées intimes : il est considéré comme plus formel que le costume deux pièces mais moins que la tenue de ville (complet trois pièces appareillées), généralement de rigueur au dîner, ou le frac. Cependant, l'influence américaine où le smoking est porté comme unique vêtement formel a contribué à son utilisation de plus en plus fréquente dans des contextes mondains en dehors de sa fonction initiale, en particulier de jour.
Le smoking est coupé dans un lainage noir, le « grain de poudre », qui contient parfois un peu de mohair pour qu'il ne se froisse pas. Les revers et les boutons sont recouverts par de la soie (gros-grain ou faille de soie mais pas satin, trop brillant).
Les barmen portent historiquement un smoking avec un gilet en dessous, ou, depuis les années 1970, une ceinture cummerbund.

## Historique

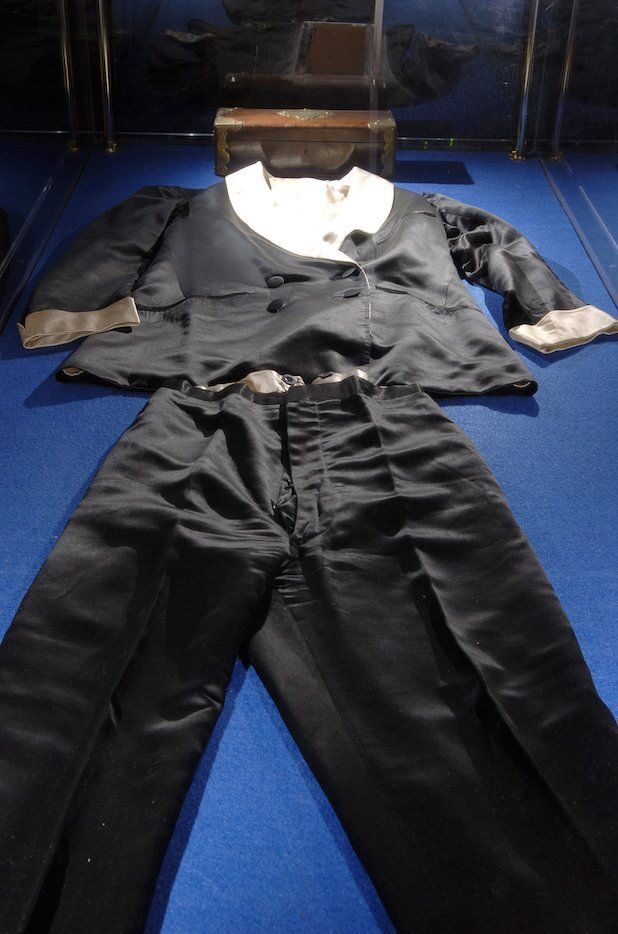
Un smoking en soie fabriqué à Paris en 1912

En anglais, le terme équivalent est tuxedo (en Amérique) ou dinner jacket (en Grande-Bretagne) ; le terme smoking jacket désigne dans le monde anglo-saxon la survivance de son ancêtre, une veste d'intérieur légère que portaient les gentleman britanniques, notamment à la cour de George V, et s'en débarrassaient à la sortie des fumoirs afin de ne pas sentir la fumée à l'extérieur. Néanmoins, le fils du roi (Edouard VIII) aimait porter constamment cette veste et la revêtait même pour recevoir ces invités. Dès lors, les smokers ont petit à petit adopté cette veste légère, rarement usitée de nos jours. Un smoking était donc à l'origine une veste simple portée dans des fumoirs afin de ne pas avoir une odeur de tabac sur ses vêtements de tous les jours, d'où l'appellation de smoking en français (dérivé du verbe « to smoke »). Les deux revers très lisses, en satin de soie permettaient aux smokers de ne pas brûler le tissu du smoking jaket dans le cas d'une chute de cendres qui glissaient alors le long de ces revers,.
Le premier smoking fut créé en 1860 par les tailleurs de Henry Poole & Co. pour Edouard VII alors qu'il était prince de Galles, ce vêtement sans basques qui risquaient d'être brûlées par les cendres et confortable pour s'asseoir aux tables de jeu. La création du smoking aux États-Unis est attribuée à James Potter, qui assista au Tuxedo Park Country Club de New York en 1886, vêtu d'un veston à revers de satin brillant au lieu de la traditionnelle jaquette-cravate blanche. Il présenta son veston comme une variante de la veste (smoking jacket) que les Britanniques portent au fumoir. Le smoking est d'ailleurs à l'origine un vêtement porté à cette occasion et ce n'est qu'après la Seconde Guerre mondiale qu'il commencera progressivement à concurrencer le traditionnel « habit » (ou queue-de-pie) comme tenue de soirée d'abord aux États-Unis puis plus récemment en Europe. De nos jours, le smoking porté traditionnellement par James Bond est considéré comme le modèle le plus classique et le plus intemporel.

### Pour femmes

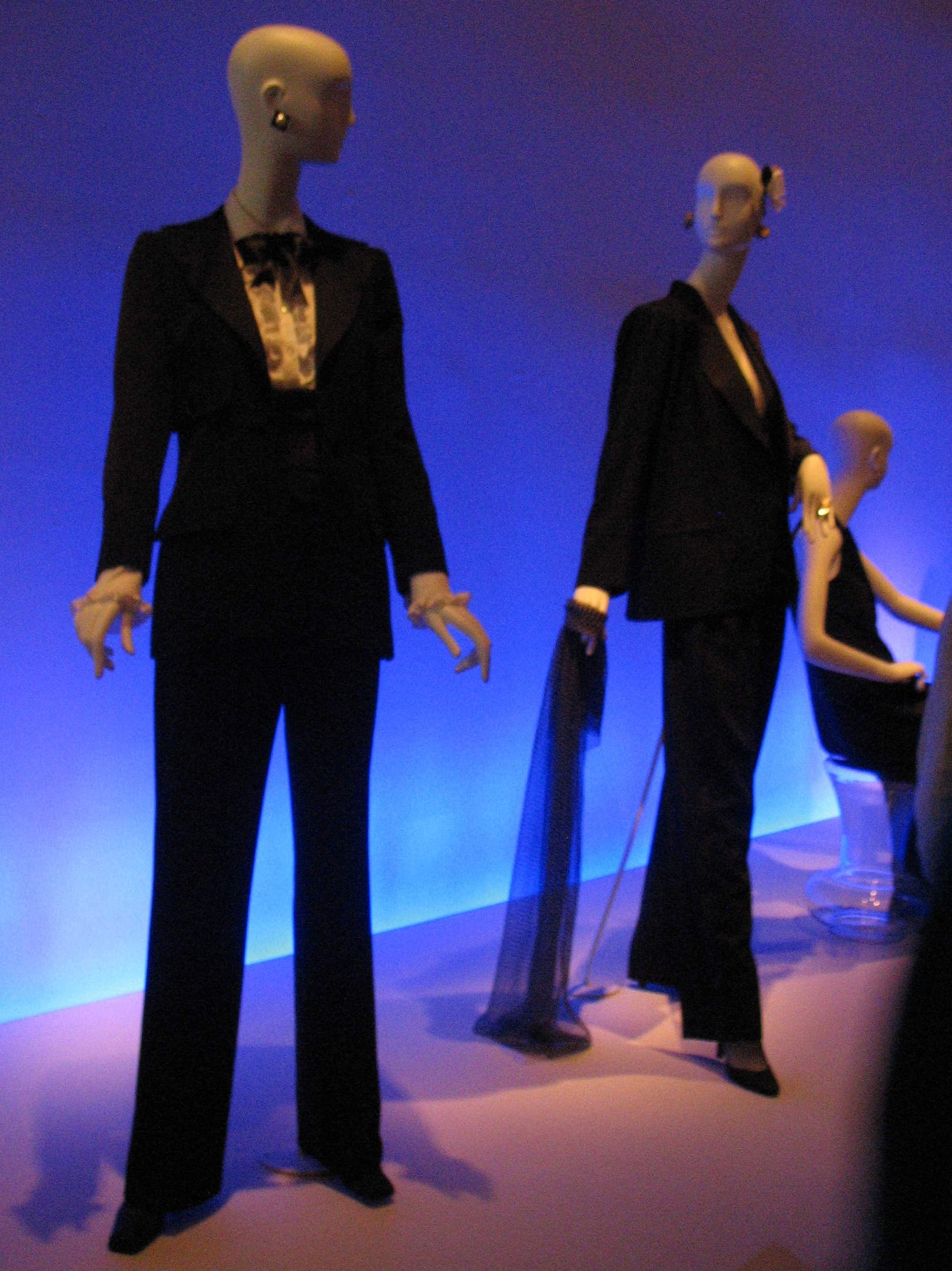
Smoking Yves Saint Laurent au De Young Museum de San Francisco.

Dans les années 1920, les garçonnes deviennent un courant de mode incontournable ; le smoking va devenir un élément de leur garde-robe. Dès 1930, dans le film Cœurs brûlés, Marlène Dietrich apparaît dans une scène qui sera décrite comme « scandaleuse », habillée par Travis Banton d'un smoking. Plus tard, Elsa Schiaparelli réalise une veste de smoking pour ses clientes. Katharine Hepburn dans La Femme de l'année approche Spencer Tracy dans cette tenue.
Dès les années 1950 Emilio Pucci, qui sera suivi la décennie suivante de Courrèges, prône le pantalon pour les femmes. Mais c'est le couturier Yves Saint Laurent qui au milieu des années 1960, juste après avoir quitté Dior, créé une pièce copiée de ce vêtement masculin. Lancée en haute couture, porté par Catherine Deneuve, Le Smoking de Saint Laurent est rapidement décliné dans la gamme prêt-à-porter Saint Laurent rive gauche.
Chanel intègre le smoking à sa collection féminine de 1972. Helmut Newton en fait un élément indispensable de beaucoup de ses photos, jusqu'à faire la couverture en septembre 1975 de Vogue Paris avec Vibeke Knudsen,.
Bien plus tard, pour les défilés printemps-été 2013 à Paris, les maisons Lanvin avec Alber Elbaz, Dior avec Raf Simons, Balmain, Ackermann, Hedi Slimane pour Saint Laurent Paris sur Anja Rubik revisitent ce costume devenu féminin.

## Culture populaire
- Le Smoking est un film avec Jackie Chan où son personnage porte un smoking high-tech lui donnant plusieurs pouvoirs.
- Le smoking est l'accessoire de mode qui caractérise James Bond, icône représentative d'une vision du gentleman moderne élégant et décontracté.